# Erich Colberg
Erich Colberg (* 21. März 1901 in Gelsenkirchen; † 27. November 1966 in Harber) war ein Lehrer und Pionier des deutschen Schulspiels.

## Leben
Erich Colberg wurde am 21. März 1901 in Gelsenkirchen geboren. Seine Kindheit und Jugend verbrachte er bis 1916 im Elternhaus in Greifenberg in Pommern. Um Lehrer zu werden, besuchte er anschließend die Präparandenanstalt in Dramburg und dann das Lehrerseminar in Cammin. Von 1922 bis 1927 arbeitete er zunächst als Angestellter bei Finanzämtern, bei der Stadtkasse in Greifenberg und als Buchhalter. Seit 1928 arbeitete als dann als Lehrer in den pommerschen Orten Plöwen (Kreis Randow), Odermünde, Pölitz, Finkenwalde und zuletzt in Altdamm. Von 1942 bis 1945 war er Soldat.
Da nach dem Zweiten Weltkrieg Hinterpommern an Polen kam, musste Colberg in den Westen gehen. Er wurde 1946 Schulleiter in Harber (Landkreis Soltau). Dort starb er am 27. November 1966.

## Leistungen
Erich Colberg war ein Pionier des Schulspiels, also des Theaterspiels in der Schule und durch Schüler. Er veröffentlichte zahlreiche Textbücher mit Titeln wie König Winter. Ein Spiel für lustige große Jungen (1931) und Der Prinz im blauen Mantel. Ein fröhliches Mädchenspiel (1950), aber auch Texte mit Zeitbezug wie Die geheimnisvollen Tankstellen. Spiel zum Vierjahresplan (1937) oder mit Bezug zum Christentum wie Die letzte Zuflucht. Ein Spiel christlicher Gemeinschaft (1955).
Die von Erich Colberg begründete Reihe von Textbüchern Die Schulreihe erschien bis in die 1980er Jahre.